# Djurdjina Malović
Djurdjina Malović (Nikšić, 1996. május 5. –) montenegrói válogatott kézilabdázó, a francia Toulon Métropole Var Handball játékosa.

## Pályafutása

### Klubcsapatokban
Djurdjina Malović pályafutását a Danilovgrad csapatában kezdte, majd 2015-től a Budućnost Podgorica játékosa lett. A klub színeiben bemutatkozhatott a Bajnokok Ligájában is. 2018 nyarától a Ferencvárosi TC játékosa. A 2018-2019-es szezon nagy részét kihagyta, miután 2018 októberében sarokcsontkinövés okozta fájdalmai miatt nem tudott pályára lépni, ami miatt 2019 januárjában meg is kellett műteni. 2019. szeptember 30-án az MTK-hoz került kölcsönbe.

### A válogatottban
2013-ban a Lengyelországban rendezett U17-es Európa-bajnokságon bekerült az All Star csapatba. A montenegrói válogatottban 2013 decemberében mutatkozott be, és a nemzeti csapat tagjaként részt vett a 2013-as, 2017-es, 2021-es és 2023-as világbajnokságon, valamint a 2014-es, 2016-os és 2022-es Európa-bajnokságon. A 2022-es kontinensviadalon bronzérmes lett.